# Цечу
Цечу (букв. «десятый день», англ. Tsechu) — ежегодные религиозные фестивали в Тибете, Бутане, Непале проходящие в каждом районе или дзонгхаге страны как правило в десятый день месяца тибетского лунного календаря. Месяц зависит от места проведения фестиваля. Многие цечу проводят в конце сентября — октябре после сбора урожая. Праздники длятся в течение трёх-пяти дней и насыщены всевозможными танцами и представлениями, которые не изменяются в течение многих веков.
Цечу в Бутане являются крупными религиозными праздниками в буддизме школы Друкпа Кагью, а также в распространённом в Бутане буддизме школы Ньингма . Фестивали Тхимпху-Цечу и Паро-Цечу считаются самыми популярными и крупными по количеству участников и зрителей. Цечу — это также крупные общественные мероприятия, которые выполняют функции социальной связи между жителями отдалённых и разбросанных деревень. В районе фестиваля собираются ярмарки.

## Традиции Цечу
Все люди наряжены в замысловатые костюмы с традиционными украшениями. Центром Цечу являются священные танцы Цам, которые запрещены в соседнем Тибете. Эти костюмированные танцы рассказывают о жизни учителя школы Ньингма Падмасамбхава и других святых.
Во время большинства Цечу разворачивают тондрел (или танка) — огромный гобелен с изображением Гуру Ринпоче в его восьми манифестациях. Священный тондрел разворачивают перед рассветом и сворачивают к утру.

## История Цечу
Гуру Ринпоче посетил Тибет и Бутан в VIII и IX веках. Для обращения противников буддизма он выполнял обряды, читая мантры, и в конце исполнял танец, чтобы подчинить местных духов и богов. Он побывал в Бутане, чтобы помочь умирающему царю Синду Радже. Для излечения царя Гуру Ринпоче станцевал несколько таких танцев в долине Бумтанг. Благодарный царь стал способствовать распространению буддизма в Бутане. Гуру Ринпоче организовал первый цечу в Бумтанге, показав свои восемь проявлений в виде восьми форм танца. После этого Цам стал восприниматься как демонстрация форм Падмасамбхавы.

## Цечу в кино
Бутанский фильм «Маги и странники» рассказывает о группе путешественников, большинство из которых направляются на Тхимпху-Цечу.

## Наиболее крупные цечу в Бутане
Цечу проводятся в монастырях, обычно раз в году (но иногда и раз в два года или раз в несколько лет), по расписанию, которое можно узнать также на страницах множества бутанских туристских агентств.. Даты каждый год несколько смещаются в соответствии с тибетским календарём. Тибетские месяцы отсчитываются от праздника Лосар, примерно в феврале. Иногда весенние праздники отмечаются осенью и наоборот.
- Пунакха Дромче — в дзонге Пунакха, 4 дня примерно в конце февраля.
- Пунакха Цечу — в дзонге Пунакха, 3 дня после Пунакха Дромче.
- Чортен Кора Цечу — у Кора-чортена на полнолуние первого месяца и новолуние начала второго месяца
- Тарпалинг Тондрол и Булли Мани (4 дня на полнолуние первого месяца), Чуммей, Бумтанг (Тарпалинг-гомпа и Були-лакханг)
- Тангсиби Мани в Ура , Бумтанг 3 дня примерно в то же время
- Гаден Чогпа — в конце 1 месяца, в Ура , Бумтанг
- Гом Кора (Трашиганг) во 2-м месяце
- Паро Цечу (Ринпунг-дзонг, Паро) во 2-м месяце
- Чукха Цечу (Чукха) во 2-м месяце
- Домкар Цечу в 3-м месяце во дворце Домкхар Ташичолинг, Чуммей, Бумтанг
- Падсей-Линг Кучод в 4-м месяце, Чокхор, Бумтанг
- Нимагунг Цечу в 5-м месяце в Чуммей, Бумтанг
- Курджей Цечу в 5-м месяце в Курджей-лакханг, Бумтанг
- Тхимпху Друпчен в 8-м месяце (примерно сентябрь) в дзонге Ташичо в Тхимпху, 4 дня
- Тхимпху Цечу сразу же после Тхимпху Друпчен в дзонге Ташичо в Тхимпху
- Гаса Цечу проводится в то же время, что и Тхимпху Цечу, в дзонге Гаса, но первый день проводится в Пху-Лакханг (англ. Phu Lhakhang, первоначальное место фестиваля).[2]
- Вангди Цечу примерно после Тхимпху Друпчен в дзонге Вангди-Пходранг
- Тамшингпала Чопа примерно в то же время, Тамшинг-гомпа, Бумтанг
- Тангби Мани в Тангби-лакханг, Бумтанг сразу же после Тамшингпала Чопа, 3 дня
- Шингкар Рабней в 9-м месяце в Ура , Бумтанг, 5 дней
- Джакар Цечу примерно в то же время, в Джакаре , Бумтанг, 3 дня
- Джамбей Лакханг Друп на три дня позже в Джамбей-лакханг, Бумтанг, 5 дней
- Пракхар Дурчо примерно в то же время в Чуммей, Бумтанг, 3 дня
- Сумдранг Кангсол в Ура , Бумтанг через неделю, 5 дней
- Праздник журавлей с чёрными головами, Гангтей-гомпа, в 10 месяце, примерно в ноябре
- Монгар Цечу в дзонге города Монгар, на один день позже, 4 дня
- Пемагацел Цечу в дзонге города Пемагацел, в то же время, 4 дня
- Трашиганг Цечу в дзонге города Трашиганг, примерно в то же время, 4 дня
- Танг Намкха Рабней в Танг , Бумтанг, 2 дня в то же время
- Чоджам Рабней в Танг , Бумтанг, 5 дней, на 4 дня позже
- Джамбей Лакханг Сингье Чам в Джамбей-лакханг, Бумтанг, в то же время
- Налакхар Цечу в Джей, Бумтанг, в то же время, 3 дня
- Тонгса Цечу в дзонге Тонгса, в то же время, 3 дня
- Лхунце Цечу в дзонге Лхунце, в 11 месяце (примерно в декабре), 3 дня
- Шингкар Методочпа в Ура, Бумтанг в 11 месяце (примерно через неделю)
- Набжи Лхаканг Друп в Набжи-лхаканг, Тонгса, в то же время, три дня